# Brot und Spiele (Raumschiff Enterprise)
Brot und Spiele (Originaltitel: Bread and Circuses) ist die nach Ausstrahlungsreihenfolge 25. und nach Produktionsreihenfolge 14. Episode der zweiten Staffel der Science-Fiction-Fernsehserie Raumschiff Enterprise. Sie wurde in englischer Sprache erstmals am 15. März 1968 bei NBC ausgestrahlt. In Deutschland war sie zum ersten Mal am 26. Januar 1974 in einer synchronisierten Fassung im ZDF zu sehen.

## Handlung
Im Jahr 2268 bei Sternzeit 4040.7 findet die Enterprise die Trümmer des seit sechs Jahren vermissten Raumschiffs Beagle und steuert auf der Suche nach Überlebenden des nahen Planeten 892-IV an. R. M. Merik, der Captain der Beagle, ist ein alter Bekannter von Captain Kirk. Kommunikationsoffizierin Uhura kann eine Videoübertragung vom Planeten empfangen, durch die die Besatzung erfährt, dass 892-IV eine ähnliche Entwicklung durchlaufen hat wie die Erde und sich jetzt auf einem Entwicklungsstand befindet, der etwa der Mitte des 20. Jahrhunderts entspricht. Allerdings ist hier das Römische Reich nie untergegangen. Die Enterprise-Besatzung sieht jetzt die Fernsehübertragung eines Gladiatorenkampfes, an dem ein Offizier der Beagle teilnimmt.
Captain Kirk beamt nun zusammen mit seinem ersten Offizier Spock und Schiffsarzt McCoy in eine unbewohnte Gegend etwas außerhalb der Hauptstadt des Planeten. Nach kurzer Zeit geraten sie in einen Hinterhalt entlaufener Sklaven, die sich hier verstecken und sich „Kinder der Sonne“ nennen. Kirk gibt sich und seine Leute als Reisende aus. Flavius Maximus hält sie für Römer und will sie töten, doch Septimus, der Anführer der „Kinder der Sonne“, lehnt Gewalt ab. Kirk erfährt, dass die Römer immer noch an ihren alten Göttern festhalten, diese aber inzwischen für Werbezwecke genutzt werden. Die „Kinder der Sonne“ hingegen verehren den aus ihrer Sicht einzig wahren Gott. Weiterhin erfährt Kirk, dass die Hauptstadt seit einigen Jahren von dem ersten Bürger „Merikus“ beherrscht wird. Kirk will herausfinden, ob es sich bei ihm um Merik handelt. Flavius führt ihn und seine Leute in die Stadt, doch ihre Gruppe wird schon bald von Polizisten gefangen genommen.
Kirk kann den Anführer der Polizisten überzeugen, ein Treffen mit Merikus zu arrangieren. Kirk, Spock und McCoy werden ihm und dem Prokonsul Claudius Marcus vorgeführt und tatsächlich handelt es sich bei Merikus um Merik. Er wurde gezwungen, seine gesamte Mannschaft auf den Planeten zu beamen, wo mittlerweile fast alle in den Gladiatorenkämpfen getötet wurden. Von Kirk wird jetzt dasselbe verlangt, der aber gibt seinem Chefingenieur Scott ein Signal, das ihn über die Gefahr informiert, ihm aber zugleich jede Einmischung verbietet. Zur Strafe für Kirks mangelnde Kooperation sollen Spock und McCoy an den Gladiatorenspielen teilnehmen. Scott indes beabsichtigt, seinen Befehl recht frei zu interpretieren, und bereitet eine Sabotage der Stromversorgung der Hauptstadt vor.
Spock und McCoy müssen im Kampf gegen Flavius Maximus und einen Gladiator namens Achilles antreten. McCoy hat große Schwierigkeiten und Spock betäubt schließlich beide Gegner mit einem vulkanischen Nackengriff. Da das gegen die Regeln verstößt, müssten Spock und McCoy jetzt sterben, doch Merik und Claudius verschonen sie, um den Druck auf Kirk weiter zu erhöhen. Am Abend bekommt Kirk Besuch von Claudius’ persönlicher Sklavin Drusilla und die beiden verbringen die Nacht miteinander. Am nächsten Morgen erfährt Kirk allerdings, dass Claudius ihm lediglich einige angenehme Stunden bereiten wollte, weil er jetzt in der Arena hingerichtet werden soll. Merik bekommt Skrupel und will versuchen, wenigstens Spock und McCoy zu retten. Die Hinrichtung wird gestört von Flavius Maximus, der dabei getötet wird, und durch den von der Enterprise verursachten Stromausfall. Kirk gelingt dadurch die Flucht und er will nun seine gefangenen Freunde retten, doch sie werden rasch von römischen Polizisten umzingelt. Merik gelingt es aber, Kirk, Spock und McCoy einen ihrer konfiszierten Kommunikatoren zuzuwerfen, bevor er erstochen wird. Dadurch können die drei geortet und zurück auf die Enterprise gebeamt werden. Dort hat Uhura inzwischen herausgefunden, dass ein sprachliches Missverständnis vorliegt und die vermeintlichen „Kinder der Sonne“ eigentlich den Sohn Gottes anbeten. Es handelt sich also um Urchristen und es ist anzunehmen, dass sie auch auf diesem Planeten früher oder später das Ende des Römischen Reichs besiegeln werden.

## Besonderheiten

### Verbindungen zu anderen Star-Trek-Produktionen
Im Laufe der Serie entdeckt die Enterprise auf mehreren Planeten Kulturen, die sich parallel zu derjenigen der Erde entwickelt haben. In Brot und Spiele bekam dieses Phänomen erstmals einen Namen: „Hodgkins Gesetz der parallelen planetaren Entwicklung“. Dieses Gesetz wurde auch in Folge 1.04 (Geistergeschichten) der Serie Star Trek: Enterprise aus dem Jahr 2001 erwähnt.

### Besonderheiten der deutschen Synchronfassung
In der deutschen Synchronfassung wird Kirks Durchsage an Scott „condition green“ mit „Kondition Rot“ übersetzt, was allerdings die höchstmögliche Alarmbereitschaft bedeuten würde.

### Sonstiges
Die Verwechslung, die sich aus der Homophonie der Wörter „sun“ (Sonne) und „son“ (Sohn) ergibt, funktioniert nur in der englischen Sprache. Die Folge impliziert somit, dass die Bewohner des Planeten 892-IV Englisch sprechen und nicht etwa Latein.

## Produktion

### Drehbuch
Sowohl der englische als auch der deutsche Titel gehen auf das geflügelte Wort Panem et circenses zurück, das von dem römischen Dichter Juvenal geprägt wurde.
Die Idee zu dieser Folge stammte von Gene Roddenberry und Gene L. Coon und wurde zunächst von John Kneubuhl zu einer Geschichte ausgearbeitet. Roddenberry und Coon entwickelten daraus wiederum ein Drehbuch. Kneubuhl blieb in den Credits der Folge ungenannt.
Roddenberry nahm noch Änderungen am Drehbuch vor, als die Dreharbeiten bereits begonnen hatten.

### Darsteller
Ian Wolfe, Darsteller von Septimus, spielte auch Atoz in der Folge Portal in die Vergangenheit.
Bart LaRue, Darsteller des Fernsehsprechers, spielte auch einen Nachrichtensprecher in der Folge Schablonen der Gewalt. In vier weiteren Folgen von Raumschiff Enterprise fungierte er als Synchronsprecher.

### Drehorte

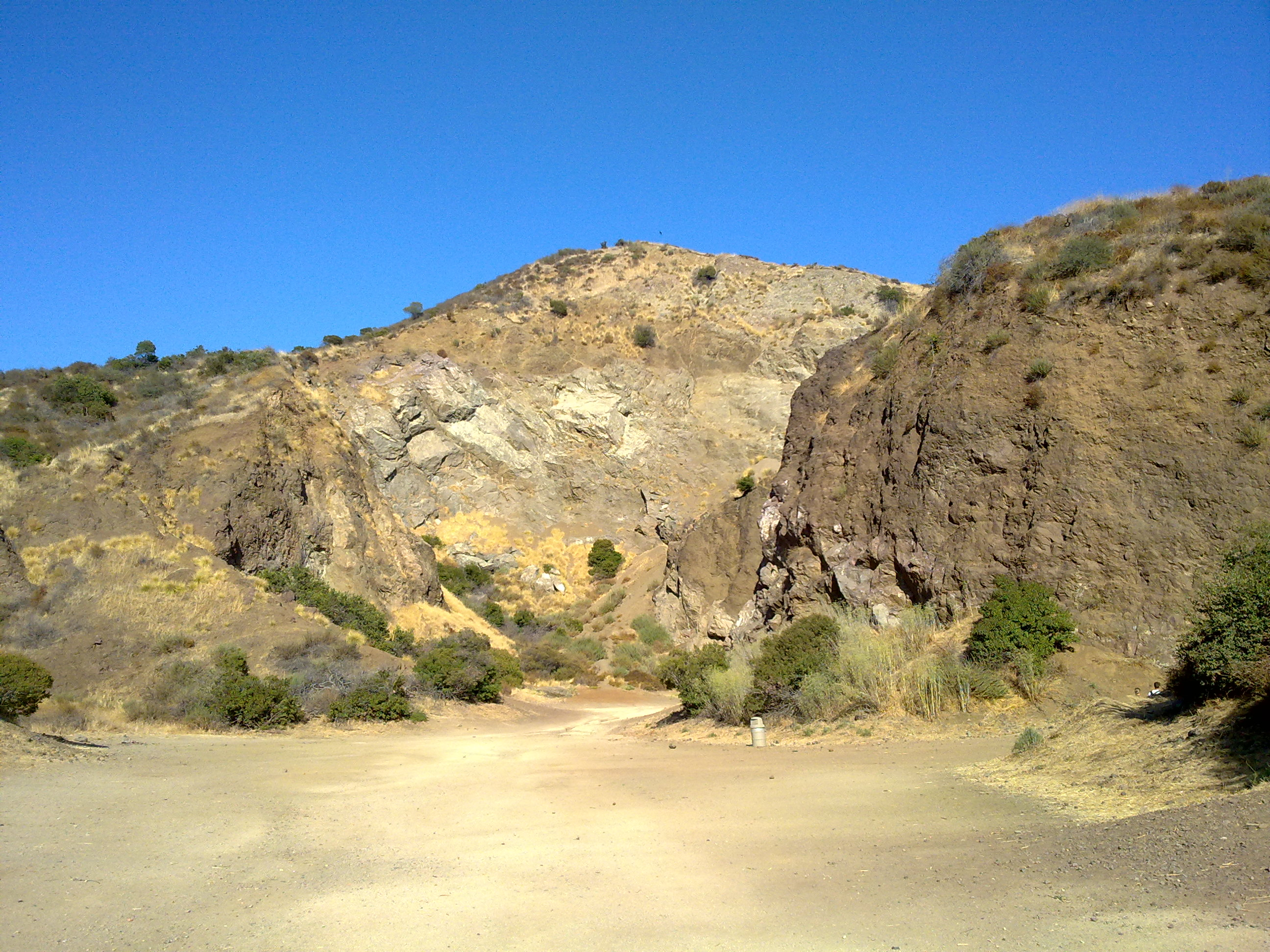
Der Bronson Canyon wurde für die Außenaufnahmen genutzt.

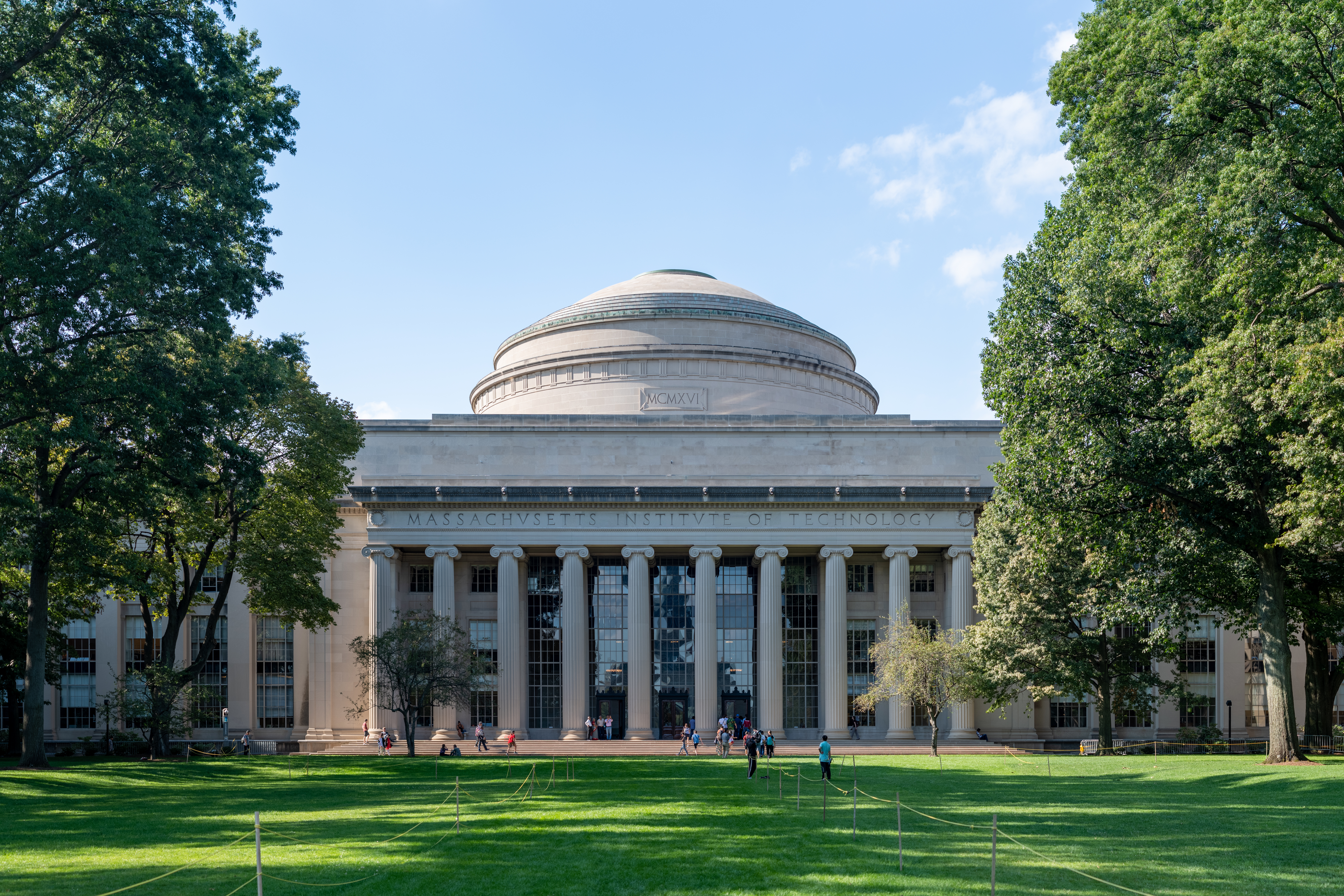
Aufnahmen der Maclaurin Buildings des Massachusetts Institute of Technology wurden für die Darstellung der römischen Stadt verwendet.

Als Drehort für die Außenaufnahmen diente der Bronson Canyon in Los Angeles.
Für die Darstellung der römischen Stadt wurden Archivaufnahmen der Maclaurin Buildings des Massachusetts Institute of Technology verwendet.

### Kostüme
In Ausstrahlungsreihenfolge ist dies die letzte Folge, in der Kirk (William Shatner) seine alternative grüne Uniform trägt. In Produktionsreihenfolge ist sie das letzte Mal in der Folge Das Loch im Weltraum zu sehen.
Die römischen Kostüme stammten aus dem Fundus der Paramount Studios. Viele von ihnen waren ursprünglich für verschiedene Filme von Cecil B. DeMille angefertigt worden.

### Fehler
In dieser Folge werden mehrere historische Fakten falsch dargestellt. So werden die Opferzahlen der beiden Weltkriege von Spock viel zu niedrig angegeben (sechs anstatt der tatsächlichen 17 Millionen für den Ersten Weltkrieg und elf anstatt der tatsächlichen 60–80 Millionen für den Zweiten Weltkrieg). Auch McCoys Behauptung, im Römischen Reich hätte es keine Sonnenanbeter gegeben, ist falsch. Tatsächlich wurden mehrere Sonnengottheiten verehrt, beispielsweise Sol, Mithras oder Elagabal. Die Vorstellung, dass das Christentum die Hauptverantwortung für den Untergang des Römischen Reiches trägt, geht auf Edward Gibbons Monumentalwerk The History of the Decline and Fall of the Roman Empire zurück, das mittlerweile inhaltlich als weitgehend überholt gilt.

## Adaptionen
James Blish schrieb eine Textfassung von Brot und Spiele, die auf Englisch erstmals 1975 in der Geschichtensammlung Star Trek 11 erschien. Die deutsche Übersetzung erschien 1977.

## Rezeption
David Morgan führte Brot und Spiele 2016 auf cbsnews.com als eine der besten Folgen von Raumschiff Enterprise auf.
Christian Blauvelt listete Brot und Spiele 2022 auf hollywood.com in einem Ranking aller 79 Raumschiff-Enterprise-Folgen auf Platz 68.

## Parodien und Anspielungen
In Folge 2.11 (Andie MacDowell) der Serie Muppets Tonight! von 1998 hat George Takei einen Gastauftritt und behauptet, sein Charakter Hikaru Sulu habe in Brot und Spiele für die Rettung gesorgt. Tatsächlich hat Takei in dieser Folge gar nicht mitgespielt.
Die Folge 4.12 (Der letzte Trekki) der Zeichentrickserie Futurama von 2002 parodiert zahlreiche Folgen von Raumschiff Enterprise. Unter anderem ist das Set der Gladiatorenshow aus Brot und Spiele zu sehen.
Für die zwischen 2004 und 2016 produzierte Fanserie Star Trek: New Voyages war eine Folge namens Bread and Savagery geplant, die eine Fortsetzung zu Brot und Spiele darstellen sollte. Die Folge wurde aber nie gedreht.